# Koalemos
In de Griekse mythologie was Koalemos de personificatie van de domheid en de dwaasheid. Hij was een van de kinderen van de oergodin Nyx.
Hij wordt eenmaal genoemd door Aristophanes, en is ook te vinden in Parallelle levens van Plutarchus.
De Latijnse spelling van de naam is Coalemus.
In het Oudgrieks werd het woord κοάλεμος ook gebruikt om een onnozel iemand aan te duiden.